# Сеоци (Јајце)
Сеоци је насељено место у Босни и Херцеговини у општини Јајце. Административно припада Федерацији Босне и Херцеговине, односно њеном Средњобосанском кантону. Према попису становништва из 2013. у насељу је било 256 становника, а већинску популацију у насељу чинили су Хрвати.

## Становништво
По последњем службеном попису становништва из 2013. године у насељу Сеоци живело је 256 становника, а село је било етнички хомогено са већинском хрватском популацијом.
| Националност | 2013. | 1991.        | 1981.        | 1971.        |
| Хрвати       | —     | 422 (99,76%) | 420 (97,45%) | 375 (96,40%) |
| Срби         | —     | 0            | 0            | 7 (1,79%)    |
| Југословени  | —     | 1 (0,23%)    | 9 (2,08%)    | 4 (1,02%)    |
| остали       | —     | 2 (0,46%)    | 3 (0,77%)    | 0            |
| Укупно       | 256   | 423          | 431          | 389          |